# Guillermo Cañas
Guillermo Cañas (n. 25 noiembrie 1977, Buenos Aires) este un fost jucător profesionist argentinian de tenis.
1. ↑  Guillermo Cañas, Česko-Slovenská filmová databáze
2. ↑  Association of Tennis Professionals website[*] Verificați valoarea |titlelink= (ajutor)